# Friedrich Waller
Friedrich Waller   (Suïssa, 18 de març de 1920 - 15 de febrer de 2004) fou un pilot de bob suís que va competir en els anys posteriors a la Segona Guerra Mundial.
El 1948 va prendre part en els Jocs Olímpics d'Hivern de Sankt Moritz, on disputà les dues proves del programa de bob. Guanyà la medalla d'or en la prova de bobs a dos, formant equip amb Felix Endrich, mentre en la del bobs a quatre fou quart.
En el seu palmarès també destaquen tres medalles al Campionat del món de bob, una d'or, una de plata i una de bronze, entre 1947 i 1949.